# 卡爾馬鎮區 (明尼蘇達州奧姆斯特德縣)
卡爾馬鎮區（英語：Kalmar Township）是位於美國明尼蘇達州奧姆斯特德縣的一個行政鎮區。

## 歷史
卡爾馬鎮區於1858年成立，得名自瑞典城市卡爾馬。

## 地方資料
卡爾馬鎮區的面積為84.39平方千米，皆為陸地。根據2020年美國人口普查的數據，當地共有人口1117人，而人口密度為每平方千米13.24人。